# Aleksandr Bolsjunov
Aleksandr Aleksandrovitj Bolsjunov (ryska: Александр Александрович Большунов), född 31 december 1996, är en rysk längdskidåkare som vann totala världscupen i längdskidor säsongen 2019/2020. Han deltog vid de olympiska vinterspelen 2018 i Pyeongchang som tävlande för OAR och vann där tre silver och ett brons. På VM i Seefeld 2019 blev han fyrfaldig silvermedaljör, däribland i herrarnas skiathlon.
Säsongen 2019/2020 vann Bolsjunov totala världscupen som första man under ryskt flagg (Vladimir Smirnov, tävlande för Sovjetunionen, sedermera Kazakhstan, vann 1990/1991). Säsongerna 2018/2019 och 2019/2020 vann han distanscupen. Han blev också totalvinnare av Tour de Ski 2019/2020 samt 2021, den senare med en rekordmarginal till tvåan i touren Maurice Manificat på 3 minuter och 24 sekunder, bland annat efter att ha vunnit fem av åtta etapper och kommit upp på pallen i samtliga etapper.
Bolsjunov debuterade i världscupen den 8 mars 2017 i Drammen i Norge. Den 26 november 2017 tog han sig upp pallen för första gången när han slutade trea i totalställningen i Nordiska öppningen i Ruka. I Lillehammer den 2 december samma år tog han sin första pallplats i ett individuellt lopp i världscupen när han slutade trea i sprinttävlingen i klassisk stil. Den 4 mars 2018 tog han sin första världscupseger då han vann på 15 km i klassisk stil med individuell start i Lahtis.

## Resultat

### Ställning i världscupen
| Säsong  | Discipliner | Discipliner | Discipliner | Discipliner | Discipliner | Discipliner | Tourer      | Tourer      | Tourer    | Tourer |
| Säsong  | Totalt      | Totalt      | Distans     | Distans     | Sprint      | Sprint      | Nord. öppn. | Tour de Ski | VC- avsl. |        |
| Säsong  | Poäng       | Plac.       | Poäng       | Plac.       | Poäng       | Plac.       | Nord. öppn. | Tour de Ski | VC- avsl. |        |
| ------- | ----------- | ----------- | ----------- | ----------- | ----------- | ----------- | ----------- | ----------- | --------- | ------ |
| 2016/17 | 29          | 100:e       | –           | –           | 29          | 49:e        | –           | —           | —         |        |
| 2017/18 | 1152        | 5:e         | 396         | 9:e         | 276         | 6:e         | 3:e         | 6:e         | 1:a       |        |
| 2018/19 | 1617        | 2:a         | 864         | 1:a         | 363         | 5:e         | 5:e         | 5:e         | 3:e       |        |
| 2019/20 | 2221        | 1:a         | 1293        | 1:a         | 330         | 6:e         | 5:e         | 1:a         | i.u.      |        |
| 2020/21 | 1765        | 1:a         | 921         | 1:a         | 284         | 3:e         | 2:a         | 1:a         | i.u.      |        |

### Olympiska spel
| Tävling          | 15 km  | Skiathlon | 50 km  |     | Sprint | Stafett | Lagsprint |
| ---------------- | ------ | --------- | ------ | --- | ------ | ------- | --------- |
| Pyeongchang 2018 | —      | —         | Silver |     | Brons  | Silver  | Silver    |
| Peking 2022      | Silver | Guld      | Guld   | DNS | Guld   | Brons   |           |

### Världsmästerskap
| Tävling         | 15 km | Skiathlon | 50 km  | Sprint | Stafett | Lagsprint |
| --------------- | ----- | --------- | ------ | ------ | ------- | --------- |
| Lahti 2017      | —     | 15:e      | —      | 26:e   | —       | —         |
| Seefeld 2019    | 8:e   | Silver    | Silver | 11:e   | Silver  | Silver    |
| Oberstdorf 2021 | 4:e   | Guld      | Silver | 4:e    | Silver  | Brons     |